# アンリ・ルベーグ
アンリ・レオン・ルベーグ（仏:Henri Léon Lebesgue、1875年6月28日 - 1941年7月26日 ）は、フランスの数学者。17世紀以来の積分の概念の一般化を与えたルベーグ積分の理論で知られる。この理論は1902年にナンシー大学に提出した博士論文の中で構築された。

## 私生活
1875年6月28日 ボーヴェにて生まれる。
ルベーグは生涯を通して健康に問題を抱え続けていた。ルベーグの母親は夫の死後身を粉にして二人の生活を支えた。ルベーグは小学校のうちから才能を発揮し、のちに高等師範学校に入学した。
ルベーグは学友の親族と結婚し、二人の子供をもうけている。彼は博士論文の準備中にナンシーのリセで教鞭をとって生計を支えていた。
1941年7月26日 パリにて没する。

## 数学者として

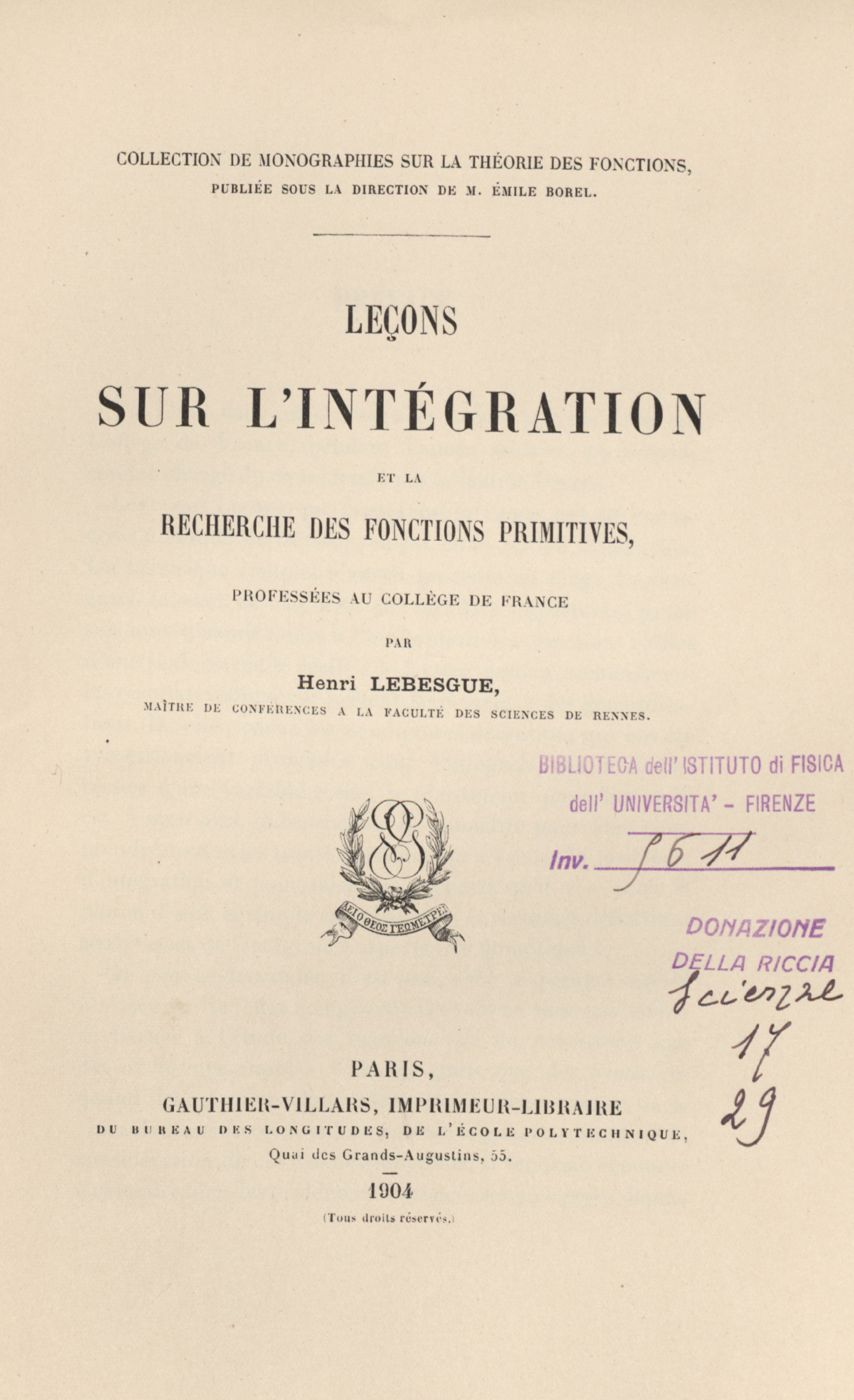
Leçons sur l'integration et la recherche des fonctions primitives, 1904

ルベーグの論文で早く出版されたのは1898年の「関数の近似について」 である。これは連続関数を多項式によって近似するワイエルシュトラスの定理を考察したものだった。1899年3月から1901年4月にかけてルベーグはフランスの科学誌コント・ランデュ (en) に6本の報告を出版している。このうちで最初のものは、ルベーグ積分の理論とは関係なかったが、2変数の関数に対するベールの範疇定理の拡張についてのものだった。残りの5本は可展曲面、斜多角形の面積や一定の条件下での曲面上の積分についてのもので、最後の報告でルベーグ積分の定義が与えられている。これらの研究の総合報告を含むルベーグの博士論文「積分・長さおよび面積」 は1902年にAnnali di Matematica誌上で発表された。最初の章では測度（ボレル測度）の理論が、次の章では幾何的な方法および解析的な方法による積分の定義が述べられ、続く章においてコント・ランデュで発表された弧長や面積、可展曲面に関する研究の拡張が述べられ、最後の章はプラトーの問題が論じられた。この博士論文の内容に関しては、厳密には「almost  everywhere」の概念が抜け落ちていたが、その先見性の高さからはBurkill  によって最上級の博士論文として評価されている。
ルベーグによる1902年から1903年にかけての講義は「ボレル報告」("Borel tract") の形で『積分と原始関数を求める問題についての講義』 としてまとめられた。この本では積分を原始関数を求める方法と見なす立場が中心的な位置を占めており、オーギュスタン＝ルイ・コーシーやディリクレ、ベルンハルト・リーマンの研究などとともに歴史的な文脈における積分の問題が解説されている。ルベーグは積分が満たすべき性質として6つの条件を述べた。そのうちで最後の、もっとも自明でないものは、関数列fn(x)が増大しながら極限 f(x)に近づいていくときfn(x)の積分は f(x)の積分に近づいていく、というものだった。ルベーグはこれらの条件が積分の幾何的な定義と解析的な定義、測度論（可測関数）の概念を導くことを示している。
ルベーグの次の研究は三角関数を用いた1903年の「三角級数について」 である。このなかで彼は3つのことを示している：三角級数が有界関数を表していればそれはフーリエ級数となっていること、各周波数に関する係数は周波数が増えるにつれて減少していく（リーマン・ルベーグの補題）こと、およびフーリエ級数は項別積分可能なことである。1904年から1905年にかけてルベーグは再びコレージュ・ド・フランスで三角級数についての講義を行い、「ボレル報告」でフーリエ級数やカントール・リーマン理論、ポアソン積分やディリクレ問題などの歴史と絡めて解説を行っている。
1910年の論文「リプシッツの条件を満たす関数を近似する三角級数表示」はリプシッツ条件を満たす関数のフーリエ級数を扱っており、近似式中の剰余項の大きさに関する評価を与えている。また、リーマン・ルベーグの補題が連続関数について最良の評価を与えていることや、ルベーグ定数に関する議論も含まれている。
測度論およびそれに関連した解析学で用いられるルベーグ＝スティルチェス積分はリーマン＝スティルチェス積分とルベーグ積分との両方の拡張になっており、前者の持つ様々な利点を、より一般的な測度論的枠組みで実現したものになっている。
数学者としてのキャリアの中でルベーグは複素解析やトポロジーの研究も行っている。また、ルベーグはボレルと計算実効性に関する（"teilweise heftig"「時に乱暴な」と評された）論争を行っている。しかし、これらに比べれば彼が実解析に及ぼした影響はとても大きく、ルベーグの手法は今日の解析学の基礎付けに不可欠の位置を占めている。

## ルベーグによる積分論
これは数学的技術よりも歴史的な位置づけに重点を置いた解説である。現代数学的な取り扱いについてはルベーグ積分を参照のこと。
積分とはくだけて言えば関数のグラフの下の領域の面積を求めることに対応する数学的な操作である。積分論のもっとも古い現れは紀元前3世紀のアルキメデスらによる求積法であるが、この時代のものは高い幾何学的対称性を持った図形にしか適用できない方法論だった。17世紀になり、アイザック・ニュートンとゴットフリート・ライプニッツにより独立に、大まかに言えば微分（関数がグラフ上の与えられた点においてどれだけ急に変化するかを計る方法）の逆操作としてとらえた積分の概念が見いだされた。これを出発として様々なクラスの積分が初めて計算可能となった。しかしながら、ユークリッド幾何学に基づいていたアルキメデスの方法と異なり、この時点でニュートンやライプニッツの微積分法には厳密な基礎付けが与えられていなかった。
19世紀になってようやくオーギュスタン＝ルイ・コーシーにより関数の極限に関する厳密な理論が出来上がり、続いてベルンハルト・リーマンによって今日リーマン積分と呼ばれる定式化が達成された。この積分を定義するにあたっては、グラフの下の領域を細い長方形に分割しそれぞれの長方形の面積を足しあわせた量について、分割をどんどんと細かくしていったときの極限が考察される。しかし、関数によってはこの極限が一つの数に確定するとはかぎらず、そのような関数はリーマン可積分でないことになる。
ルベーグはこの問題を部分的に解決する新しい積分の方法を発明した。関数の定義域を細分して「長方形」の面積を足し合わせるかわりに、ルベーグは関数の値域の分割に着目して面積の計算のための基本領域を設定した。ルベーグの着想は、彼が単関数と呼んだ有限個の値しかとらない可測関数に対してまず積分を構成することだった。つぎにより複雑な関数に対する積分を、その関数よりも小さな単関数たちの積分値の上限として定義した。
ルベーグ積分は、有界区間上定められた有界関数（これらはリーマン可積分である）はルベーグ可積分になり、二つの方法による積分値は一致するという性質を持っている。他方、様々な関数がリーマン可積分でないにもかかわらずルベーグ可積分になっていて、ルベーグ可積分によって初めてそれらの積分値をとることが可能になる。
ルベーグ積分論の展開の一部として、ルベーグはルベーグ測度の概念を導入した。これは区間の長さの概念をとても広いクラスの、可測集合と呼ばれる集合に拡張したものである（したがって、単関数とは有限個の値しかとらない関数であって、それぞれの値が可測集合上で定められているもの、ということになる）。測度を積分にするルベーグの技法は様々な状況に簡単に一般化でき、現代的な測度論のきっかけとなった。
ルベーグ積分には欠点もある。リーマン積分は非有界な領域上定義された関数の一部について広義リーマン積分として拡張できるが、それらのうちにはルベーグ積分では積分を定義できないものもある。実直線上の関数について言えば、（どちらかと言えばリーマン積分に基づいている）ヘンストック積分がルベーグ積分と広義リーマン積分との両方を含んだ定式化を与えている。しかし、ヘンストック積分は実直線の順序構造に依拠して定義されるため、ルベーグ積分が定義できる他の空間上の関数についてはヘンストック積分を定義することができない。

## 引用された文献
1. ↑  H. Lebesgue; Sur l'approximation des fonctions
2. ↑  H. Lebesgue; Intégrale, longueur, aire（ルベーグ(1969)）
3. ↑  J. C. Burkill, Obituary Notices of Fellows of the Royal Society, Vol. 4, No. 13. (Nov., 1944), pp. 483-490.
4. ↑  H. Lebesgue; Leçons sur l'intégration et la recherche des fonctions primitives
5. ↑  H. Lebesgue; "Sur les séries trigonométriques"
6. ↑  C. Reid. Neyman p. 69